# Parc national de l'Aniouï
Le parc national de l'Aniouï est un parc russe fondé en 2007. Il s'étend sur 4 293 km², et couvre le bassin de la rivière Aniouï, sur le versant ouest de la chaîne de montagnes de Sikhote-Aline, en Sibérie orientale, dans l'Extrême-Orient russe. La rivière Aniouï se jette à l'ouest dans le fleuve Amour, le principal fleuve de la région, et à l'est dans la mer d'Okhotsk. Le parc est important car il crée un corridor écologique allant de la basse plaine de l'Amour, jusqu'aux hautes chaînes de montagnes du Sikhote-Aline. Le parc se trouve dans le raïon Nanaï du kraï de Khabarovsk, à environ 80 km au nord-est de la ville de Khabarovsk,. La région se trouve à distance des villes et a une très faible densité de population. La région a toujours été tributaire de la pêche au saumon, de l'exploitation forestière et de la chasse. Les habitants autochtones sont les Nanaï.

## Topographie
Le parc a une forme de fer à cheval, qui suit en le divisant les crêtes des petits bassins des rivières Aniouï et Pihtsy qui coulent vers l'ouest, vers le fleuve Amour. La partie est du territoire est montagneux, tandis que la partie ouest est surtout une plaine inondable. Environ 45 % du parc est couvert de taïga, 30 % est de la sous-taïga (moyenne montagne, forêt de conifères), 14 % de zones fluviales et de deltas, et 11 % de marais. Représentant près du quart du territoire des zones tempérées humides de l'Amour-Heilong, le bassin de la rivière Aniouï constitue un habitat important pour les espèces des zones humides et les poissons dans les ruisseaux de montagne situés au-dessus de l'Amour.
 

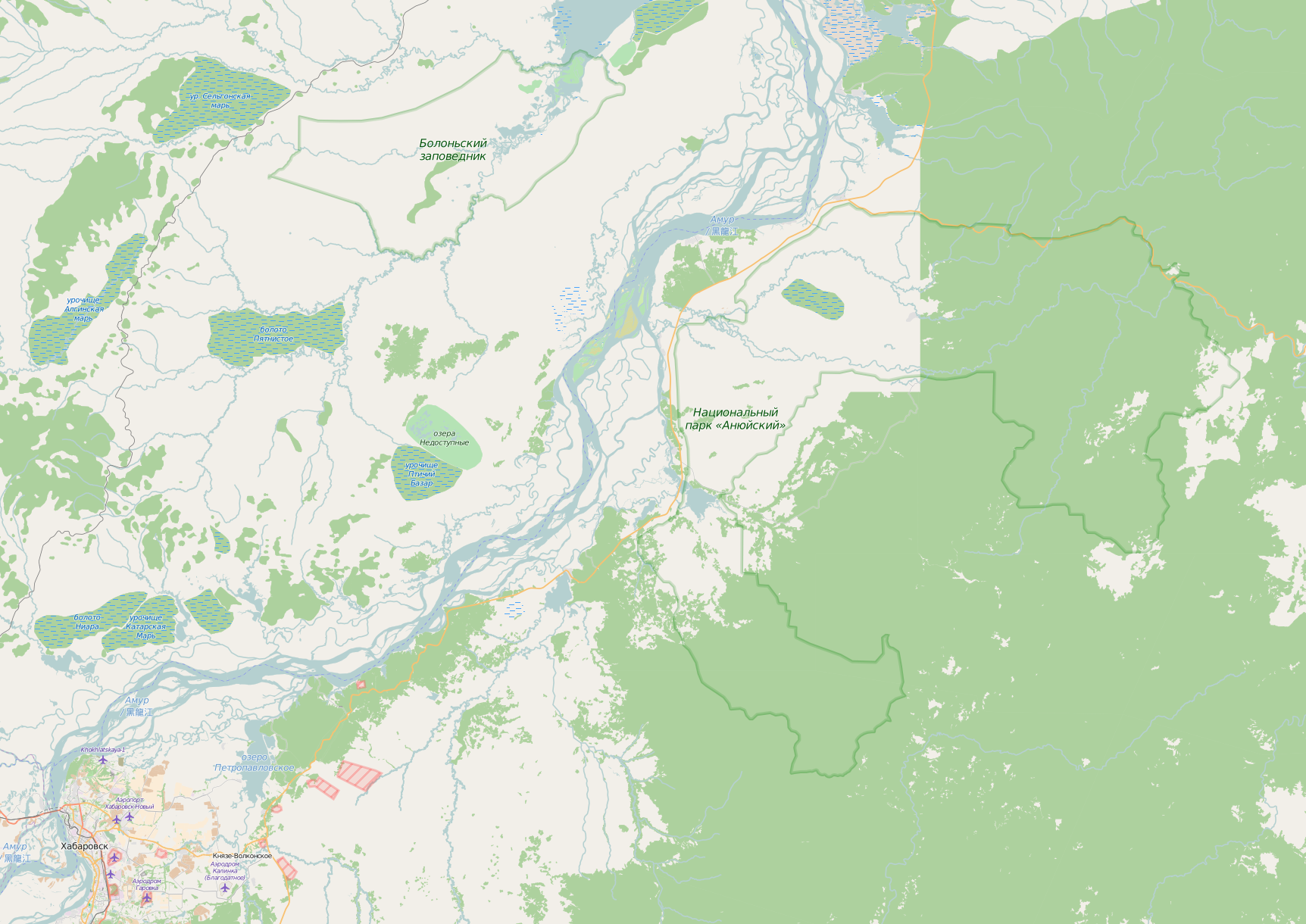
Les limites du parc national de l'Aniouï (centre-droit). On remarque la forme de fer à cheval, avec la partie nord sur le Fleuve Amour, qui coule vers le nord-est. Le parc s'étend à l'est dans les montagnes du Sihkote-Aline. La ville de Khabarovsk se trouve en bas à gauche.

La moitié ouest du parc est située à une faible altitude, c'est la « plaine de l'Amour central ». Cette plaine est une dépression plate et marécageuse se trouvant entre les crêtes du Sikhote-Aline à l'est et les montagnes du Petit Khingan à l'ouest. Il s'agit des plaines alluviales inondables du fleuve Amour, à 40 mètres d'altitude. Le sud-est du parc, la vallée de la rivière Pihtsy, est relativement plat. Le nord-est de la vallée de la rivière Aniouï et de ses affluents présente des pentes plus raides avec de profonds canyons, et une altitude moyenne de 600 mètres.

## Climat et écorégion
Le parc a un climat continental humide (classification climatique de Koppen), avec quatre saisons distinctes, des hivers froids et secs, et des étés chauds et humides. Cette écorégion est connue pour ses forêts tempérées avec feuillage d'automne
Raïon Nanaï
. La partie terrestre de l'écorégion est appelée « Forêts de feuillus et forêts mixtes de l'Oussouri ». Selon le WWF, « par rapport à d'autres zones tempérées, le niveau d'endémisme des plantes et des invertébrés dans la région est extrêmement élev" ». Ce haut niveau de biodiversité est attribuable au nombre de zones écologiques qui existent dans la région, le caractère isolé de la partie russe du fleuve Amour (en comparaison avec les secteurs plus développés en Chine et en Corée), et l'absence de glaciation dans la majorité de l'âge glaciaire.
L'écorégion d'eau douce est nommée « Bassin inférieur de la rivière Amour ». Le fleuve Amour dénombre plus d'espèces d'eau douce que n'importe quel autre fleuve de Russie (120 espèces), et est connu pour le saumon, qui migre de l'Amour vers ses ruisseaux de montagne affluents,.

## Plantes
Le parc est une composante essentielle du réseau de zones protégées des cours moyen et inférieur de l'Amour, en particulier parce qu'il intègre un habitat continu de plaines inondables du fleuve, à travers la vallée de la montagne sous-taïga des Chênes de Mongolie et de pins blancs de Corée, à des crêtes de montagne. Le massif de pins coréens a été décrit comme le « cœur de l'écosystème » par le World Wildlife Fund. Le nombre de pins coréens a en effet été réduit des deux tiers au cours des cinquante dernières années, et sont en train de devenir de plus en plus une cible de l'exploitation forestière illégale dans les environs du parc national.

## Animaux
Le célèbre et menacé tigre de l'Amour est un résident du parc, comme le sont la plupart des espèces montagnardes du nord de Sikhote-Aline. Les basses plaines inondables sont importantes pour les oiseaux migrateurs. Les espèces vulnérables du parc comprennent la très menacée belette de montagne, le vulnérable ours noir d'Asie, et quelques rares Sicista caudata, de la famille des rongeurs.

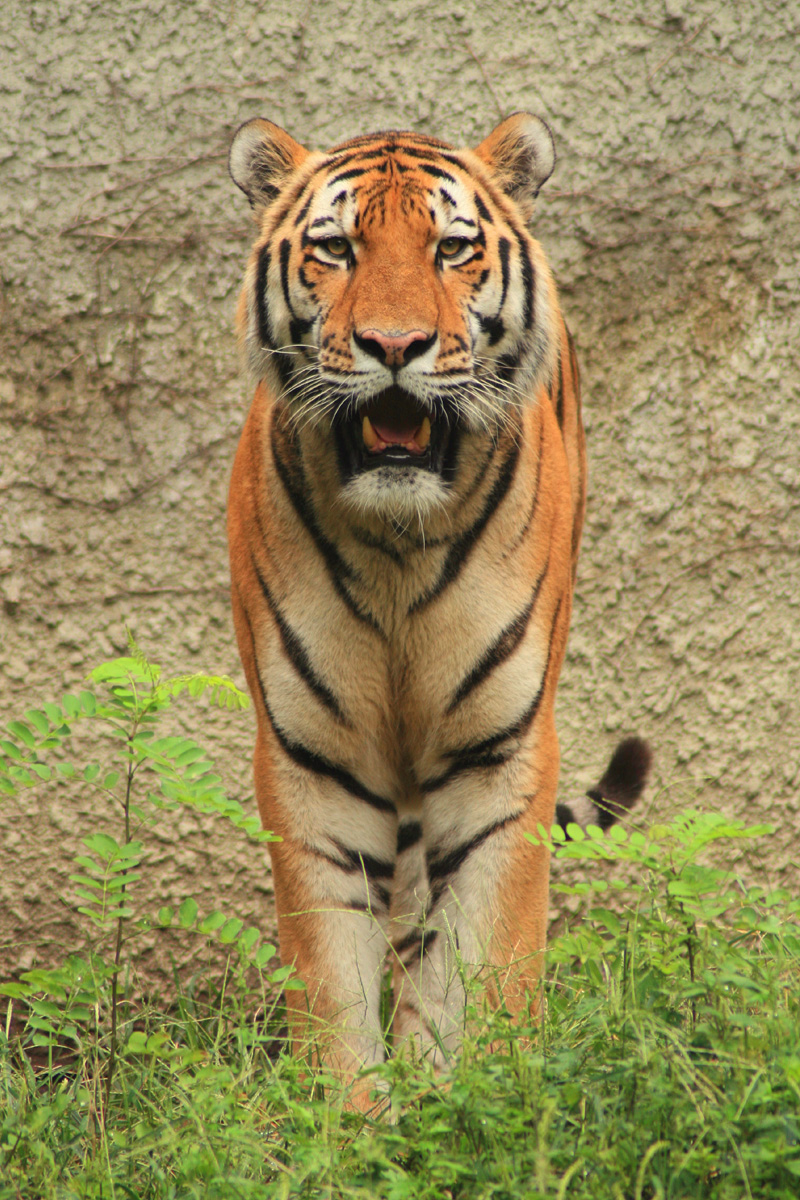
Tigre de l'Amour
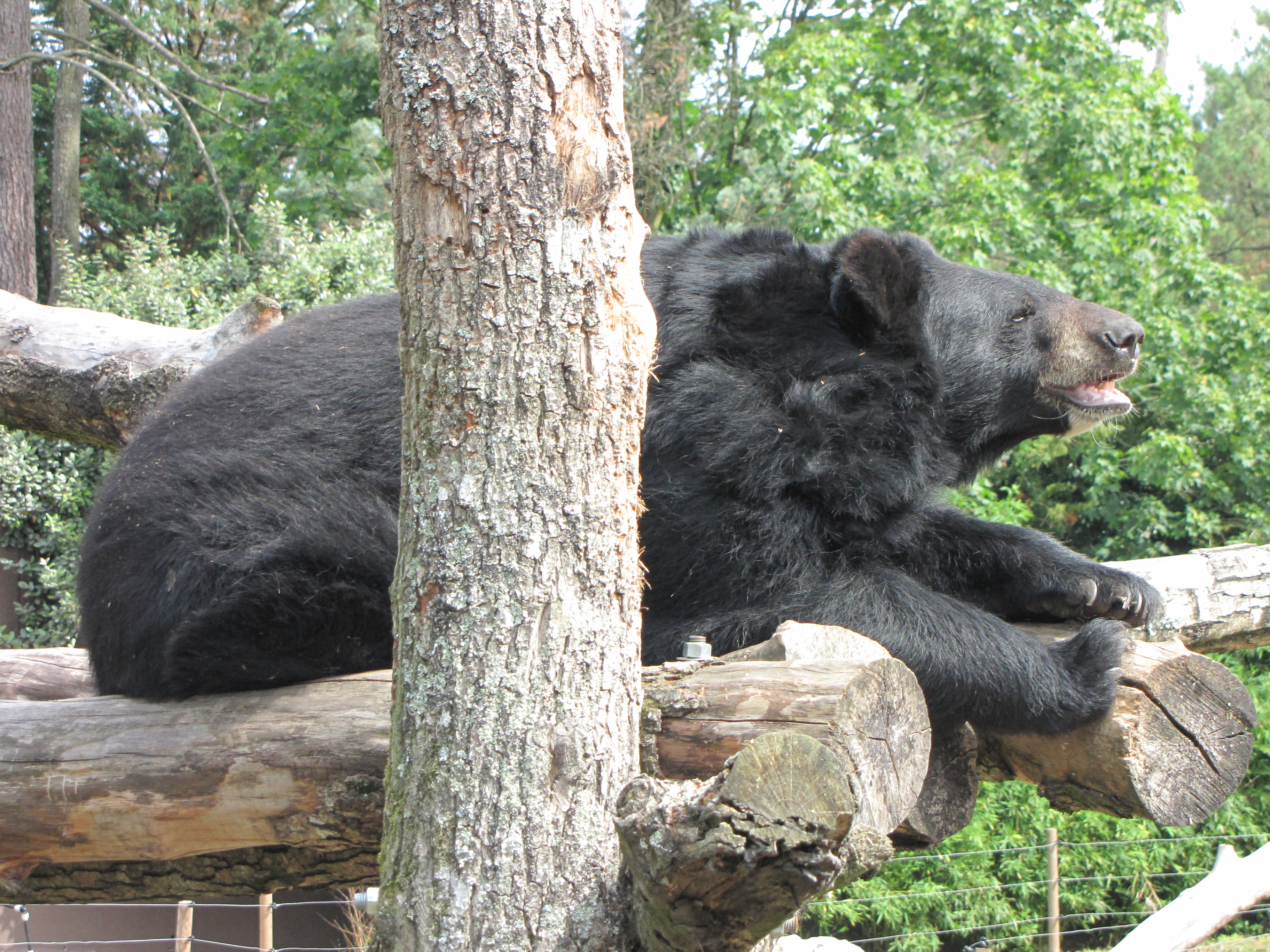
Ours noir d'Asie
Belette de montagne

## Histoire et état actuel
Les Nanaï étaient les habitants traditionnels de la zone, avec des peuplements ruraux. À l'intérieur des frontières du parc, le petit village d'Arsenievo était un lieu d'exil durant les années 1930, pendant la collectivisation ; il a également servi comme camp de prisonniers japonais dans les années 1940.
En 2011, le gazoduc Sakhaline-Khabarovsk-Vladivostok a été complété par une section le long du fleuve Amour au-dessus de Khabarovsk. Le pipeline court le long de la frontière ouest du parc de l'Aniouï. L'opérateur, Gazprom, a déclaré qu'« une exigence stricte — le minimum d'impact sur l'environnement — a été observée au cours de la construction des canalisations. Les terres perturbées pendant la construction ont été assainies ».
En 2012, le parc signale l'ouverture d'un centre de visiteurs, et que cinquante personnes sont employées par le parc.
En 2015, un tigre de l'Amour nommé Ouporny (« Têtu » en russe) a été observé dans la région, et après avoir erré pendant six semaines, a été enregistré par GPS comme ayant choisi son territoire à l'intérieur du parc national. Le directeur du Centre du Tigre de l'Amour a noté : « Nous sommes encouragés par le comportement d'Ouporny jusqu'à présent. Il reste à l'écart des personnes dans des zones très reculées, et évite même toutes les infrastructures humaines. Sur l'ensemble de la période depuis son installation, il n'utilise jamais les routes et a même abandonné les pistes ».